# Hoplothrips westfalli
Hoplothrips westfalli är en insektsart som beskrevs av Ian A. Hood 1954. Hoplothrips westfalli ingår i släktet Hoplothrips och familjen rörtripsar. Inga underarter finns listade i Catalogue of Life.